# Agustín Zaragoza
Agustín Zaragoza est un boxeur mexicain né le 18 août 1941 à San Luis Potosí.

## Carrière
Sa carrière amateur est principalement marquée par une médaille de bronze remportée aux Jeux olympiques de Mexico en 1968 en poids moyens.

### Jeux olympiques
- Médaille de bronze en -75 kg aux Jeux de 1968 à Mexico